# Futakoi Alternative
Futakoi Alternative (яп. フタコイ オルタナティブ Футакой Орутанатибу) — аниме-сериал режиссёра Такаюки Хирао, созданный совместно студиями ufotable, Feel и Studio Flag и транслировавшийся на телеканале TV Tokyo в период с 7 апреля по 30 июня 2005 года. Сюжет картины использует сеттинг и персонажей сериала Futakoi, выпущенного в 2004 году, и является альтернативным прочтением его событий. По итогам 2005 года Futakoi Alternative вошёл в рекомендательный список профессионального жюри Japan Media Arts Festival.
На основе сюжета сериала 23 июня 2005 года компания Marvelous Interactive выпустила квест для игровой консоли PlayStation 2 под названием Futakoi Alternative: Koi to Shoujo to Machine Gun. Игровой процесс квеста был сосредоточен на интерактивных диалогах, в которых в ключевые моменты развития сюжета от игрока в условиях ограниченного времени требовалось нажатие определённых кнопок на геймпаде в соответствии с подсказками на экране.
В течение 2005 года в журнале Dengeki Daioh издательства ASCII Media Works публиковались отдельные главы манга-адаптации аниме-сериала, проиллюстрированные мангакой Канао Араки. 27 марта 2006 года они были выпущены в виде единственного танкобона.

## Сюжет
Главный герой Рэнтаро Футаба после смерти своего отца, бывшего знаменитым детективом, бросает обучение и начинает вести дела доставшегося ему в наследство детективного агентства. Однажды в агентство приходят две сестры-близнеца — Сара и Сёдзю Сироганэ, которые вскоре становятся помощницами Рэнтаро. Главный герой, пытаясь наладить дела агентства, старается отыскать заказ на расследование, цель которого не являлась бы ни глупой, ни тривиальной. В ходе своей работы Футаба начинает ощущать привязанность к паре своих помощниц, а после начинает встречать и другие пары близнецов в городе, а также попадать в разные переделки, сталкиваясь с японской полицией и представителями якудзы.

## Главные герои
Рэнтаро Футаба (яп. 双葉恋太郎 Футаба Рэнтаро:)
Сэйю: Томокадзу Сэки
Сёдзю Сироганэ (яп. 若葉昴 Сироганэ Сё:дзю)
Сэйю: Май Кадоваки
Сара Сироганэ (яп. 白鐘双樹 Сироганэ Сара)
Сэйю: Каори Мидзухаси

## Критика и влияние
Рецензент THEM Anime Николетта Кристина Брауни отмечала, что сериал производства ufotable чрезвычайно отличается от предшествовавшего ему оригинального Futakoi, поскольку не является типичным представителем жанра гарем и более походит на «младшего, более мягкого брата FLCL». Критик подчёркивала, что аниме содержит много пародийных отсылок на различные жанры и выполнено с разумной расстановкой акцентов на различных аспектах сюжета. Положительную оценку заслужили и главные герои произведения. Брауни выделяла, что большая часть персонажей оригинального Futakoi была переведена в разряд камео, что сделало их довольно бессмысленными, однако нелепость ситуаций, связанных с ними, лишь добавляла юмора в итоговую картину. Резюмируя, обозреватель отметила, что Futakoi Alternative вышел на удивление хорошим сериалом для истории, которая была написана как «альтернативное прочтение неинтересного гарма».
Своей оригинальностью сериал также привлёк внимание продюсера компании Aniplex Ацухиро Иваками, выбравшего благодаря этой работе ufotable для экранизации ранобэ Kara no Kyoukai, которая, в свою очередь, вывела эту студию в число крупных игроков аниме-рынка.